# Go Now (Bessie Banks)
Go Now è un singolo del 1964 di Bessie Banks scritto da Larry Banks e Milton Bennett. Il brano venne successivamente riproposto dai Moody Blues nell'album The Magnificent Moodies e cantata dal chitarrista del gruppo Denny Laine.

## Omaggi e citazioni
Nel 2008 la canzone venne reinterpretata dai Simply Red e lanciò la definitiva raccolta Simply Red 25: The Greatest Hits.
È la canzone portante dell'omonimo film del 1995 Go Now, interpretato da Robert Carlyle.